# 米倉紀之子
米倉 紀之子（よねくら きしこ、1967年11月15日 - ）は、日本の女優、声優。劇団昴所属。

## 来歴
神奈川県横浜市で生まれ、大阪府で育つ。大阪府立生野高等学校、関西学院大学文学部日本文学科卒業。
大学を卒業後、岡山放送に入社。同局のアナウンサーを3年間務めた後、女優に転身。1996年に劇団昴に入団する。

## 人物
特技は日本舞踊、バスケットボール、テニス、ボクシング。趣味はウォーキング、読書。
方言は大阪弁（河内弁）。

## 出演

### テレビドラマ
- 事件記者冴子の殺人スクープ（テレビ朝日）
- ガチバカ!（2006年、TBS） - アナウンサー
- 挑戦する女・弁護士 七尾響子（2006年、テレビ朝日）
- 坂の上の雲 第5話（2009年12月27日、NHK） - 陸奥宗光夫人 役
- 土曜時代劇 隠密八百八町 第5話・第6話（2011年2月5日・12日、NHK） - 奥女中 役
- 月曜ゴールデン 女タクシードライバーの事件日誌 6・7（2012年1月16日・2014年9月1日、TBS）[5]
- 紙の月 第5話（2014年2月4日、NHK）[5]
- 下町ボブスレー（2014年、NHK）[2]
- そこをなんとか（2014年、NHK）
- 限界集落株式会社（2015年、NHK）

### テレビアニメ
- 名探偵コナン（1998年、浅野亜紀）
- キノの旅（2003年、電子アナウンス）

### ゲーム
- 玻璃ノ薔薇（2003年）

### 吹き替え

#### 映画
- アポロ13
- イズント・シー・グレート（デビー〈アマンダ・ピート〉）
- エグゼクティブ・デシジョン ※テレビ朝日版
- クライモリ デッド・エンド（マーラ・ストーン〈アレクサ・パラディノ〉）
- 60セカンズ ※日本テレビ版
- ドクター・ドリトル（ダイアン〈ジューン・クリストファー〉）※ソフト版
- ドリームガールズ（エフィ・ホワイト〈ジェニファー・ハドソン〉）
- ブロンドと柩の謎
- 暴走特急 ※テレビ朝日版
- ユニバーサル・ソルジャー/ザ・リターン（ストリッパー1）

#### ドラマ
- ER X 緊急救命室 #3（エベリン〈ライアン・ミシェル・ベイズ〉）
- グッド・ワイフ（カリンダ・シャルマ〈アーチー・パンジャビ〉）
- クリミナル・マインド FBI行動分析課 シーズン6（アンジェラの母）
- ケネディ家の人びと
- ブラザーズ&シスターズ
- ボディ・オブ・プルーフ 死体の証言 シーズン2（ルース・ストーン〈リタ・ウィルソン〉）

### ナレーション
- 生きる力を求めて
- ニョッキン東京探偵団（リポーター）
- 広島県教育委員会 書道DVD

### CM
- KDDI ピタットプラン
- タニタ
- 日清 カップヌードル
- ロート製薬

### web
- JAL 浪漫旅行奄美大島
- 東京働き方改革

### VP
- 厚生労働省
- 日経VIDEO

### 舞台
1998年
- プレイング・フォア・タイム-命を奏でて-（マリアーヌ）

1999年
- 空騒ぎ（アーシュラ）
- クリスマス・キャロル（1999年 - 2002年、ベル、フレッド夫人、街の人、浮浪者）

2000年
- 罪と罰（ソーニャ）

2001年
- アルジャーノンに花束を（アリス・キニアン）

2002年
- フィリップの理由（コーネリア）
- ゆうれい貸屋（八ッ橋）

2003年
- ゴンザーゴ殺し（アマリア）
- オンディーヌを求めて（谷村めぐみ）
- 花粉熱（ソレル・ブリス）

2004年
- ジュリエットたち（亜紀）
- チェーホフ的気分（リーカ）

2005年
- 沈黙の海峡（由紀）
- ヒューマン･ダイナモ〜人間発動機 野口英世（メリー野口）

2006年
- 夏の夜の夢（ハーミア）

2007年
- うつろわぬ愛（リーナ）
- デージーが咲く街-新宿物語
- 孫文と梅屋庄吉（2007年 - 2010年、梅屋トク）

2008年
- ハーフライフ（アンナ）
- ねこになった漱石（夏目鏡子）

2009年
- 隣で浮気?（テレサ・フィリップス）
- グレイクリスマス（2009年 - 2010年）
- アンナ・カレーニナ（2009年 - 2015年、ベッシィー・トゥルスカヤ）

2011年
- 女優X（伊沢蘭奢）

2012年
- 危機一髪（サビーナ）
- 石棺―チェルノブイリの黙示録―（ペトローヴナ）

2013年
- イノセント･ピープル（2013年 - 2014年、マーシャ、ニナ）
- 夕闇（リンダ・サヴィニャック）
- もし、終電に乗り遅れたら…（2013年 - 2016年、ナターシャ・マカールスカヤ）

2015年
- 櫻の園（2015年 - 2017年、ドゥニャーシャ）

2016年
- どん底（ナースチャ）

2018年
- 女人嵯峨（正子）
- 群盗（アマリア）

2019年
- Other People's Money ─他人の金─（ケート・サリバン）

2020年
- 嘘 ウソ（ロランス）

2021年
- 花樟の女（宇野千代 他）

2023年
- クリスマス・キャロル

2024年
- ゴールデン・エイジ

### その他コンテンツ
- セロ弾きのゴーシュ 特典用インタビュアー